# Svetlana Khodtchenkova
Svetlana Viktorovna Khodtchenkova (en russe : Светлана Викторовна Ходченкова), née le 21 janvier 1983 à Moscou, est une actrice russe.

## Biographie
Svetlana Khodtchenkova naît le 21 janvier 1983 à Moscou. Elle vit longtemps chez sa mère à Jeleznodorojny (litt. : Chemin de fer). À 16 ans elle travaille un court moment pour une agence de mannequins.
Svetlana fait ses débuts au cinéma en 2003, dans le mélodrame de Stanislav Govoroukhine, Bénissez la femme. Elle est à cette occasion nommée aux « Nika », pour le prix du Meilleur rôle féminin.
Elle termine la même année les cours de l'Institut d'art dramatique Boris-Chtchoukine à Moscou, où elle suit l'enseignement du metteur en scène Mikhaïl Borissovitch Borissov.
En 2005, elle poursuit sa carrière d'actrice en interprétant le rôle d'une Cassandre dans le feuilleton télévisé Le Talisman de l'Amour[source secondaire souhaitée].
Svetlana est aussi connue grâce à ses rôles dans les comédies grands publics que sont : L'Amour dans les mégalopoles (en 2009), et sa suite L'Amour dans les mégalopoles 2 (en 2010). Elle tient également le rôle principal dans Romance de bureau. Notre temps (en 2011), suite du classique du même nom, réalisé en 1977 par Eldar Riazanov.
La jeune actrice se fait connaître hors des frontières de la Russie en interprétant le rôle d'Irina dans le film d'espionnage La Taupe (2012), et a joué le personnage de Vipère dans le film fantastique Wolverine : Le Combat de l'immortel de James Mangold, sorti en 2013 sur les écrans. Elle joue également le rôle de Marina dans le clip Extase (Экстаз) du groupe Leningrad sorti en avril 2017.
Le 13 décembre 2005, elle épouse l'acteur Vladimir Iaglytch, de sept jours son aîné, rencontré sur les bancs de l'institut. Mais ils divorcent à l'été 2010. 
Elle est adhérente du parti Russie unie[source secondaire nécessaire].

## Théâtre
- Les papillons sont libres de Leonard Gershe, au centre de l'Union des hommes de théâtre de la fédération de Russie
- Hôpital Moulin Rouge de Dany Laurent, au Projet de théâtre indépendant
- Le père Noël est une ordure de la troupe du Spendid, au Projet de théâtre indépendant
- Le théâtre selon les règles et sans de Michael Frayn, au Projet de théâtre indépendant

## Filmographie
- 2003 : Bénissez la femme de Stanislav Govoroukhine : Véra
- 2007 : Kilomètre zéro (Нулевой километр) de Pavel Sanaïev (ru) : Alina
- 2009 : L'Amour dans les mégalopoles de Marius Waisberg : Nastia
- 2010 : L'Amour dans les mégalopoles 2 de Marius Waisberg : Nastia
- 2011 : La Taupe de Tomas Alfredson : Irina
- 2011 : Un homme enceinte de Sarik Andreassian : la procureur
- 2012 : Les Mamans (Мамы) de huit réalisateurs : Semireva
- 2011 : 5 fiancées de Karen Oganessian : Nastia
- 2012 : Rjevski contre Napoléon de Marius Waisberg : Natacha Rostov
- 2013 : Métro d'Anton Meguerditchev : Irina Garina
- 2013 : Wolverine : Le Combat de l'immortel de James Mangold : Vipère
- 2014 : Vassilissa d'Anton Sivers : Vassilissa Kojina
- 2015 : Le Guerrier d'Alexeï Andrianov : Katia
- 2016 : Viking d'Andreï Kravtchouk : Irina
- 2018 : Dovlatov d'Alexeï Guerman Jr : l'actrice
- 2020 : Na ostrie d'Edouard Bordoukov : Alexandra Pokrovskaïa
- 2021 : Le Vent du Nord (Северный ветер) de Renata Litvinova : Matilda
- 2021 : Skaji eï (Скажи ей) d'Alexandre Molotchnikov : Sveta
- 2021 : À résidence (Дело) d'Alexeï Alexeïevitch Guerman : Nadia

## Distinction
- 17e cérémonie des Aigles d'or : Aigle d'or de la meilleure actrice dans un second rôle pour Dovlatov[1].